# Xã Marysville, Quận Marshall, Kansas
Xã Marysville (tiếng Anh: Marysville Township) là một xã thuộc quận Marshall, tiểu bang Kansas, Hoa Kỳ. Năm 2010, dân số của xã này là 233 người.